# Astragalus juniperetorum
Astragalus juniperetorum är en ärtväxtart som beskrevs av Nikolai Fedorovich Gontscharow. Astragalus juniperetorum ingår i släktet vedlar, och familjen ärtväxter. Inga underarter finns listade i Catalogue of Life.